# آرون براون (دونده)
آرون براون (انگلیسی: Aaron Brown؛ زادهٔ ۲۷ مهٔ ۱۹۹۲) یک ورزشکار دو و میدانی اهل کانادا است. از افتخارات وی میتوان وی می‌توان به کسب مدال برنز ۱۰۰×۴ متر امدادی در بازی‌های المپیک تابستانی ۲۰۱۶ اشاره کرد.